# Montana Jones
Монтана Джонс (яп. モンタナ・ジョーンズ Монутана Дзёнцу) — японо-итальянский аниме-сериал, созданный совместно студиями Studio Junio (Япония) и REVER (Италия). Транслировался по японскому телеканалу NHK с 2 апреля 1994 года по 3 апреля 1995 года. Всего выпущены 52 серии аниме. Сериал также транслировался на территории Франции, Германии, Италии и Испании. Сюжет и концепция сериала имеют много общего с сериалом «Великий детектив Холмс», персонажи бывают в разных реально-существующих местах. Однако вместо собак, тут представлен мир антропоморфных кошек (львы, тигры, леопарды итд.)

## Сюжет
Бостон, 1930-е годы: Монтана Джонс и его двоюродный брат и профессор Альфред Джонс путешествуют по миру, чтобы отыскивать утерянные сокровища и передавать их музеям. Им также помогает профессор Геррит, наставник Альфреда, который общается с главными героями посредством записей на пластинках для граммофона. Во время очередных приключений, Монтана и Альфред встречаются с Мелиссой, которая знает почти все языки мира, она начинает сопровождать их в приключениях. Параллельно главных героев постоянно преследует Господин Ноль, профессиональный и богатый вор, он также ищет сокровища, но с целью продать их на чёрном рынке за большие деньги. Он постоянно подсылает своих подчинённых: Слима и Слэма, которые стремятся украсть сокровища у главных героев.

## Список персонажей
Монтана Джонс
Сэйю: Акио Оцука
Главный герои сериала, всегда находится в поисках неизвестного, поэтому всегда жаждет новых приключений и не боится опасности. Также работает в ресторане тёти, чтобы тратить деньги на уход и починку своего самолёта «Котёнок». Позже влюбляется в Мелиссу.
Альфред Джонс
Сэйю: Рюсэй Накао
Главный герой сериала, как и Монтана, увлекается сокровищами, экзотическими культурами, изучая их историю, быт и язык. Но в отличие от Монтаны сам не любит приключения, так как сильно боится опасностей и не умеет плавать. Но в то же время с Монтаной образует отличную команду. Очень любит свою маму и готовить шпагетти болонезе.
Мелисса Соун
Сэйю: Дзюнко Ивао
Дочь Дипломата. Присоединяется к Монтане и Альфреду. Работает журналистом, любит путешествовать. В последней серии выясняется, что её отцом является профессор Геррит.
Господин Ноль
Сэйю: Рюдзабуро Отомо
Главный злодей истории. Пытается заполучить все сокровища, найденные главными героями. Однако его планы всегда проваливаются из-за невежества и ошибок подчинённых Слима и Слема. Всё время в плохом настроении, хотя Ноль богат, он жаждет всё больших денег.
Слим и Слем
Сэйю: Тосихару Сакурай и Юйти Нагасима
Подчинённые Господина Ноля. Постоянно преследуют главных героев и пытаются выкрасть у них сокровища, но из-за своего невежества постоянно терпят неудачи.
Доктор Нитро
Подчинённый Господина Нуля и сопровождает Слима и Слэма, помогая им, задействовав очередное изобретение. Однако они всегда работают неправильно. Доктор всегда оправдывается тем, что его изобретения получаются таковыми, так как ему дают недостаточно времени и денег.

## Места приключений
Ниже приведён список стран, в который главные герои побывали в каждой серии.
|  | #   |  | Названия серий                   | Место действия           |
|  | 1.  |  | Секрет золотой медали            | Мексика                  |
|  | 2.  |  | Гигантский Кальмар               | Антильские острова       |
|  | 3.  |  | Охота за сокровищами в Стамбуле  | Турция                   |
|  | 4.  |  | Находка драгоценной библии       | Чехия                    |
|  | 5.  |  | Секрет шёлка Тадж Махала         | Индия                    |
|  | 6.  |  | Страшный снежный человек         | Тибет                    |
|  | 7.  |  | Гробница фараона                 | Египет                   |
|  | 8.  |  | Меч короля Артура                | Англия                   |
|  | 9.  |  | Тайный код Инков                 | Перу                     |
|  | 10. |  | Бандиты Чайнатауна               | США (Сан-Франциско)      |
|  | 11. |  | Опасный приключения с викингами  | Швеция (Готланд)         |
|  | 12. |  | Сокровища пустыни                | Ирак                     |
|  | 13. |  | Тайны высохшего фонтана          | Испания (Альхамбра)      |
|  | 14. |  | Тайный вход замка                | Германия (Нойшванштайн)  |
|  | 15. |  | Подземные водопады               | Камбоджа (Ангкор-Ват)    |
|  | 16. |  | Похищенный в замок Маулеон       | Израиль/Франция          |
|  | 17. |  | Мадди борется за будущее         | Греция (Дельфы)          |
|  | 18. |  | Золотой дракон Гонконга          | Гонконг                  |
|  | 19. |  | Спрятанная летающая машина       | Италия                   |
|  | 20. |  | Часы Ивана Грозного              | Россия                   |
|  | 21. |  | Золотой рудник                   | Зимбабве                 |
|  | 22. |  | Спасающий Бумеранг               | Австралия (Айерс-Рок)    |
|  | 23. |  | Нападение акул                   | Монако                   |
|  | 24. |  | Наводнение!                      | Иордания                 |
|  | 25. |  | Посадка на острове Пасхи         | Чили (Остров Пасхи)      |
|  | 26. |  | Утонувший золотой колокол        | Бирма                    |
|  | 27. |  | Атака бандитов в Монголии        | Монголия                 |
|  | 28. |  | Дом с привидениями в Шотландии   | Шотландия                |
|  | 29. |  | Поиск через лабиринт царя Миноса | Греция (Крит)            |
|  | 30. |  | Колумбийские джунглии            | Колумбия                 |
|  | 31. |  | Спасённый Крокодилами            | Египет (Карнак)          |
|  | 32. |  | Сокровища халифа                 | Ирак                     |
|  | 33. |  | Тайна пиратского корабля         | Португалия (башня Белем) |
|  | 34. |  | Посадка на Остров Сокровищ       | Египет                   |
|  | 35. |  | Приключения в Китае              | Китай                    |
|  | 36. |  | Путешествие по Австрии           | Австрия                  |
|  | 37. |  | Корона Царя                      | Россия                   |
|  | 38. |  | Угольщик Марии Антуанетты        | Нидерланды/Бельгия       |
|  | 39. |  | Лемурия: Скрытая страна          | Индонезия                |
|  | 40. |  | Тайна Мон-Сен-Мишель             | Франция                  |
|  | 41. |  | Каменный дракон                  | Германия                 |
|  | 42. |  | Храм Артемиды                    | Турция (Эфес)            |
|  | 43. |  | Добраться до Чако-Каньона        | США                      |
|  | 44. |  | Путешествие по Трансильвании     | Румыния (Трансильвания)  |
|  | 45. |  | Спрятано в Тоскане               | Италия (Черветере)       |
|  | 46. |  | Ормека                           | Мексика                  |
|  | 47. |  | Наследник Марко Поло             | Италия (Венеция)         |
|  | 48. |  | Бесследно пропавшие в пустыне    | Алжир                    |
|  | 49. |  | Пекарь и комната рыцаря          | Швейцария                |
|  | 50. |  | Киану, дочь вождя                | США                      |
|  | 51. |  | Монах и Самурай                  | Япония                   |
|  | 52. |  | Потерянные в африке              | Африка                   |